# اومیگاپیل
اومیگاپیل (انگلیسی: Omigapil) دارویی است که توسط شرکت دارویی نوارتیس جهت درمان کمکی بیماری پارکینسون (PD) و اسکلروز جانبی آمیوتروفیک (ALS) ساخته شد. تحقیق و توسعهٔ این دارو جهت دو بیماریِ یادشده سرانجام به دلیل فقدان هرگونه سودمندی، متوقف شد؛ اما «شرکت دارویی سانترا» امتیاز تولید و توسعهٔ آنرا به‌منظور استفاده در درمان «دیستروفی عضلانی مادرزادی» خریداری کرد.
چند کارآزمایی بالینی جهت استفاده از آن در «دیستروفی عضلانی مادرزادی با فقدان لامینین، آلفا ۲» (MDC1A) و «میوپاتی مرتبط با کلاژن ۶» در حال انجام است.

## مکانیسم اثر

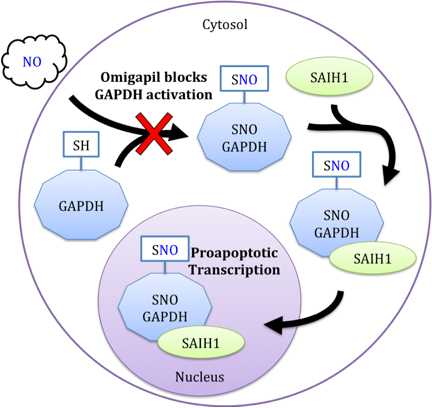
اومیگاپیل به GAPDH متصل شده و جلویِ اس-نیتروزیلاسیون را می‌گیرد. در نتیجه، بیان ژن‌های پروآپوپتوتیک مهار می‌شود.

این دارو از طریق آنزیم‌های SIAH1 و گلیسرل‌آلدئید ۳-فسفات دهیدروژناز، آپوپتوز سلولی را مهار می‌کند. گلیسرل‌آلدئید ۳-فسفات دهیدروژناز یک آنزیم گلیکولیتیک است که توسط آنزیم نیتریک اکساید سینتاز میانجی‌گری و فعال می‌شود. پس از فعال‌شدن، به یوبیکیتین لیگاز SIAH1 متصل شده و به هستهٔ سلول حمل می‌شود و در آنجا استیل‌ترانسفراز p300-CBP را فعال کرده و استیله‌شدن و رونویسی را افزایش می‌دهد و هدفش، ژن‌های پروآپوپتوتیک نظیر پی۵۳،  BBC3  و p21 و اهداف بیولوژیک دیگر است. مطالعات شیمی‌ژنتیک نشان می‌دهد که اومیگاپیل از طریق مهار اس-نیتروزیلاسیون، مانع از فعال‌سازی گلیسرل‌آلدئید ۳-فسفات دهیدروژناز می‌شود و بدین ترتیب، ترارسانی پیام از این ژن‌ها مهار می‌شود.

## فارماکوکینتیک
اومیگاپیل از سد خونی مغزی عبور می‌کند. از آنجایی که این دارو، نشانگر زیستی ندارد، توزیع دارو بر پایهٔ سطح پلاسمایی آن در خون بررسی شده‌است و نه ابزارهای دقیقی چون نشانگرهای زیستی که میزان دقیق مواجههٔ بافت مغز با دارو را نشان می‌دهند.

## پژوهش‌ها
علاوه بر دیستروفی عضلانی مادرزادی، استفاده از اومیگاپیل در درمان افسردگی مورد پژوهش و بررسی بوده‌است.